# جو جانسون (بازیکن بسکتبال)
جو جانسون (انگلیسی: Joe Johnson؛ زاده ۲۹ ژوئن ۱۹۸۱) یک بازیکن بسکتبال اهل ایالات متحده آمریکا است.